# Dystrykt Famagusta
Dystrykt Famagusta (gr. Επαρχία Αμμοχώστου, tur. Mağusa Bölgesi) – jeden z 6 dystryktów Republiki Cypryjskiej. Nominalną stolicą dystryktu jest Famagusta, leżąca poza obszarem kontroli państwa. Faktyczna siedziba władz to Larnaka oraz pomocniczo Paralimni. Od 1974 roku większość terenu znajduje się w granicach samozwańczej Tureckiej Republiki Cypru Północnego. Republika Cypryjska kontroluje niewielki południowy fragment tego terytorium.

Oficjalny obszar dystryktu Famagusta

Obszar dystryktu Famagusta de facto pod kontrolą Republiki Cypryjskiej